# 유상곡수

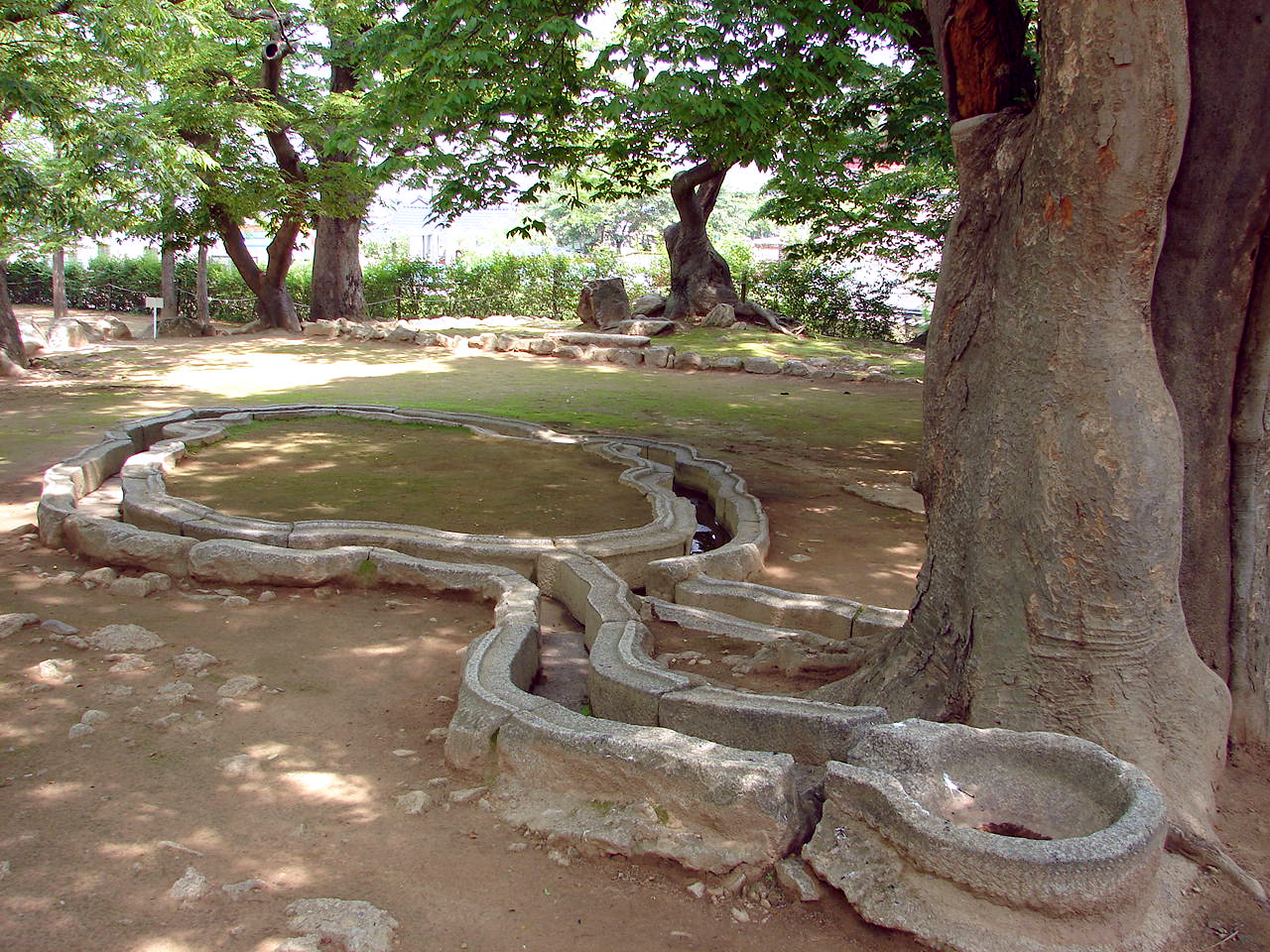
유상곡수 유적인 포석정

유상곡수(流觴曲水)는 삼짇날 정원에서 술잔을 띄우고 자기 앞으로 떠내려 올 때까지 시를 읊던 연회로, 동양의 선비나 귀족들이 즐겼다. 곡수유상(曲水流觴)·곡수지유(曲水之遊)·곡수연(曲水宴)·곡강연(曲江宴)이라고도 한다.
유상곡수에 관한 가장 오래된 기록으로 알려진 것은 4세기 경에 쓰인 왕희지의 난정서로, 문인들을 모아 굽이진 물줄기에 줄서 앉아 시를 지으며 즐겼다는 내용이 있다. 이러한 문화는 한국과 일본에도 전파되었는데, 한국의 포석정은 현존하는 유상곡수 유적으로는 한중일 삼국에서 가장 오래된 것이다.

## 참고 문헌
1. ↑  곡수연 - 두산세계대백과사전 2011년 11월 14일 확인
2. ↑  왕희지(353). 蘭亭集序.(중국어) (위키문헌 인용이며 풍승소(馮承素)의 7세기 모사본.)
3. ↑  장근식 (2006년 1월 11일). “술잔을 띄워라 ~ 포석정”. 2016년 3월 4일에 원본 문서에서 보존된 문서. 2011년 11월 14일에 확인함. 포석정은 현존하는 곡수 유적으로서는 동양 삼국에서 가장 오래된 것이다.